# William Cusins
Sir William George Cusins (ur. 14 października 1833 w Londynie, zm. 31 sierpnia 1893 w Remouchamps w regionie Ardennes w Belgii) – angielski pianista, organista, skrzypek, dyrygent i kompozytor.

## Życiorys
Od 1843 roku był chórzystą w Chapel Royal. Rok później rozpoczął studia w konserwatorium w Brukseli u François-Josepha Fétisa. W latach 1847–1851 uczył się w Królewskiej Akademii Muzycznej w Londynie, gdzie jego nauczycielami byli Cipriani Potter, William Sterndale Bennett, Charles Lucas i Prosper Sainton. W 1849 roku debiutował publicznie jako pianista. W tym samym roku został również nadwornym organistą królowej Wiktorii. Działał jako skrzypek i dyrygent licznych orkiestr, m.in. Covent Garden Theatre.
W latach 1851–1885 wykładowca Królewskiej Akademii Muzycznej w Londynie. Od 1867 do 1883 roku dyrygował Royal Philharmonic Society. Od 1870 roku pełnił funkcję Master of the Queen’s Music. W 1885 roku objął klasę fortepianu w Guildhall School of Music. W 1892 roku otrzymał tytuł szlachecki. Odznaczony Orderem Izabeli Katolickiej (1893). Zmarł nagle podczas pobytu w Ardenach na skutek grypy.

## Twórczość
Skomponował m.in. symfonię (1892), uwertury Les travailleurs de la mer (1869) i Love’s Labour’s Lost według Williama Shakespeare’a (1875), Royal Wedding Serenata (1863), koncerty fortepianowy i skrzypcowy, oratorium Gideon (wyst. 1871), Te Deum (1882), anthemy Grant the Queen the long life i I will receive the cup. Żadna z tych kompozycji nie odniosła jednak sukcesu i z upływem czasu twórczość Cusinsa popadła w zapomnienie.
Jest autorem pracy Handel’s Messiah. An Examination of the Original and Some Contemporary Manuscripts (Londyn 1874).